# 臺灣轉型正義

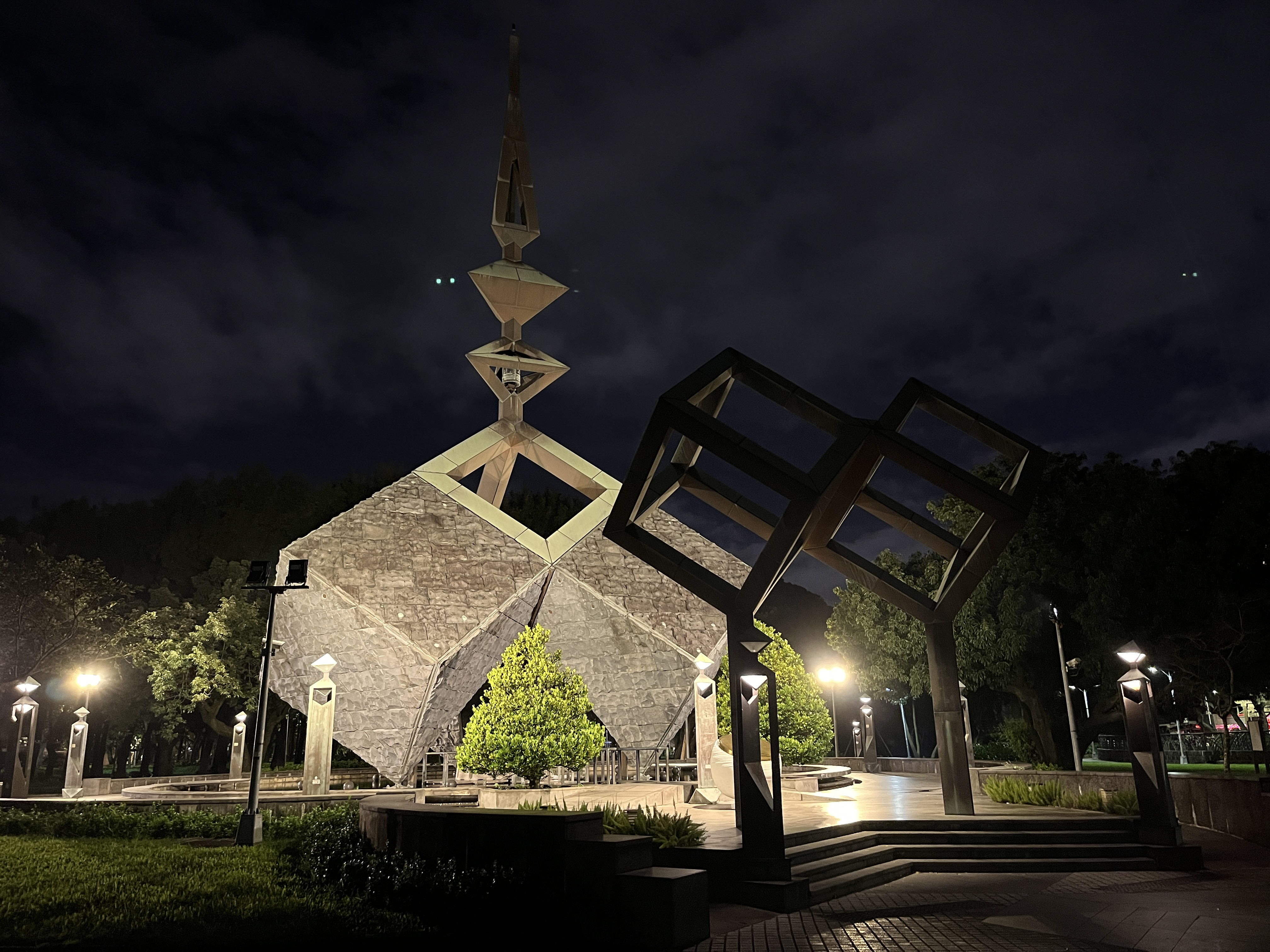
位於臺北二二八和平紀念公園內的紀念碑，是首座由中央政府設立的二二八紀念碑

臺灣轉型正義是中華民國政府針對「二二八事件」和「臺灣白色恐怖時期」，在中國國民黨政府威權統治之下大規模侵害人权的行為，所進行的轉型正義彌補工程。

## 背景
1945年日本投降後，盟軍中國戰區代表前往接收日本殖民地的臺澎地區，並由中華民國接管進行實際統治。

### 二二八事件
戰後的臺灣被國民政府當作國共內戰的後援基地，國府將大日本帝国在台資產全部收歸國有、部分甚至被挪作中國國民黨黨產，並將大量物資運往內陸戰事前線，造成島內嚴重通货膨胀、民不聊生；同時，國民政府不信任受過日本教育的臺灣人，重要官署職位全都由來自內陸省份的官員擔任，台人盼望的自治理想落空，並激化了省籍衝突。1947年2月28日，天馬茶房前的查緝私菸案件點燃了台人發起大規模抗議的導火線，雖有各地仕紳組成「二二八事件處理委員會」試圖緩衝並進行官民談判，卻遭行政長官陳儀秘密去電南京請求中央政府派兵鎮壓，導致國軍登陸臺灣進行「清鄉」行動。
二二八事件期間，國軍部隊於3月6日從基隆港登陸後，開始在全台進行一連串的無差別屠殺，各地的處委會要角被當作報復目標，紛紛被逮捕並當眾宣判行刑。此外亦發生八堵車站事件、金山事件和高雄鎮壓等衝突，許多無辜群眾或抵抗者在未經法庭審判下遭槍斃，倖存的台籍菁英如林獻堂等人紛紛走避國外，導致日治時期培育的台籍人才出現嚴重斷層。事後，主事的陳儀雖遭到撤換，但二二八事件從此成為禁忌，在解嚴前的期間均被禁止提及，否則即有可能面臨叛亂犯的重罪指控。

### 白色恐怖
二二八事件後人人自危，中華民國政府因顧忌中国大陆由中国共产党發起的群眾運動撼動其政權，對臺灣展開嚴厲的鎮壓。1949年頒布《臺灣省戒嚴令》，隨後國府遷台。在長達38年的戒嚴期間，大量的無辜人民被以「通匪」、「台獨」等罪名遭到起訴，並以軍法審判剝奪其生命、自由和財產，而主張民主改革或維護人权的人士也被當局判刑；同時，中國國民黨以「国库通黨庫」的方式，將接收的日產強徵、侵佔或賤賣移轉至其名下。與同時期的獨裁政權類似，國民黨當局也透過黨國體制監視民眾，製造寒蟬效應來打壓異議人士，並對外否認境內存在政治犯。
1980年代隨著國際上民主運動的潮流興起，臺灣也終於在歷經黨外運動多年抗爭後，於1987年迎來解嚴。不過，解嚴初期仍有人因主張臺灣獨立遭到當局逮捕，因此白色恐怖並未在解嚴之後立刻結束，一直要到1992年《懲治叛亂條例》廢除和《刑法一百條》修正後，言論自由才真正落實。

## 沿革

### 第一階段：賠償工作（1990－1999）
1987年解嚴之後，臺灣社會逐漸掙脫了過往的言論禁忌與桎梏，坊間開始公開談論二二八事件，黨外人士並進一步要求政府道歉、賠償。
蔣經國逝世後，繼任總統的李登輝面對改革浪潮採取相對積極的態度，行政院於1991年成立「研究二二八事件小組」、並發佈《二二八事件研究報告》，李登輝更以國家元首的身份代表政府正式向二二八事件受難者及家屬致歉；在二二八紀念碑落成的同時也設立「二二八事件紀念基金會」處理受害賠償事宜，是官方首次直面轉型正義問題。在白色恐怖方面，則同樣透過《戒嚴時期人民受損權利回復條例》設立「戒嚴時期不當叛亂暨匪諜審判案件補償基金會」進行相關賠償。
然而，由於李登輝政府是體制內改革，在推動轉型正義的過程中不時遭受黨內保守派阻撓，因此該階段仍是以受難者及其家屬的受害賠償作為主要工作，並未涉及其他領域的推進。

### 第二階段：紀念工程與去威權化（2000－2015）
2000年臺灣實現了史上首次政黨輪替，在野的民主進步黨首度取得政權，中華民國政府才開始著手處理賠償工作以外的各項沉痾。由於此時期的臺灣處於「朝小野大」的政治生態，執政黨雖有心處理不當黨產的問題，但在野的國親聯盟對此抱持抗拒態度；在相關法案無法通過的情形下，執行成效並不佳。是以，陳水扁政府當政期間（2000－2008）轉型正義工作主要集中於人權教育和去威權化工程，扁政府將白色恐怖期間關押政治犯的兩處主要地點「景美看守所」和「綠島監獄」進行保留修繕，改建為展示空間並還原過去國家暴力的迫害過程；此外也推動一系列「去蔣化」措施，試圖清除獨裁者的个人崇拜圖騰，例如將中正紀念堂轉型為「國立臺灣民主紀念館」、介壽館正名回「總統府」，以及中正機場更名為「臺灣桃園國際機場」等等。
2008年中國國民黨重回執政，馬英九政府對於轉型正義理念並不盡認同，其執政期間相關工程在各領域幾乎陷入停滯。除設立「國家人權博物館籌備處」並延續既有的規劃之外，其餘僅有零星的受難者名譽回復工作；甚至廢止前朝去威權化的努力作為，宣佈將中正紀念堂更回原名、恢復慈湖陵寢的三軍儀隊編制等等，重新塑造獨裁者的神格化地位。

### 第三階段：全面性修復工程（2016－）
2016年民主進步黨再度重掌政權、並且此次取得了多數執政地位，在蔡英文政府的政策宣示下政府終於首度開始系統性地推行轉型正義工程。在立法院通過相關法案後，行政院先後成立「不當黨產處理委員會」（簡稱「黨產會」）與「促進轉型正義委員會」（簡稱「促轉會」），將不當黨產的追討工作抽出單獨運作，其他方面諸如真相公開、受害者名譽回復和相關的紀念、教育工程則由促轉會循序辦理。促轉會成立後將重心放在政治檔案的徵集、彙整作業上，並以此為奠基逐步完善其他各領域的工作；但是仍有許多遺留許久的問題，例如中正紀念堂的轉型等，卻因對特定部會或地方政府無法發揮整合推進的功能，導致一再延宕至今。
由於促轉會被定性為任務編組機關，兩年時限後僅延長一次，隨即於2022年解散。促轉會解散後，行政院改為設置「人權及轉型正義處」、並推動「人權會報」，繼續承接促轉會的職責。
賴清德政府上任後，中央政府各部會持續進行幅度較小的推進工程，包括三軍儀隊撤出中正紀念堂蔣介石銅像大廳、調整慈湖陵寢相關用語的去威權化以及移除部份軍營單位銅像等等。

## 方法

### 權利回復暨財產賠償
針對二二八事件和白色恐怖時期的政治受難者，立法院曾於1990年代通過《二二八事件處理及賠償條例》和《戒嚴時期人民受損權利回復條例》，設立「財團法人二二八事件紀念基金會」和「財團法人戒嚴時期不當叛亂暨匪諜審判案件補償基金會」，具體措施為建立受難者清單，給予其和家屬財產上賠償或重新安置等。
2022年5月，立法院再通過《威權統治時期國家不法行為被害者權利回復條例》，明定行政院設立「財團法人威權統治時期國家不法行為被害者權利基金會」，處理威權統治時期，國家不法行為被害者權利的回復、賠償及財產返還等事項，明定因威權統治致被害者死亡或失蹤，賠償金為1200萬元。

### 名譽回復

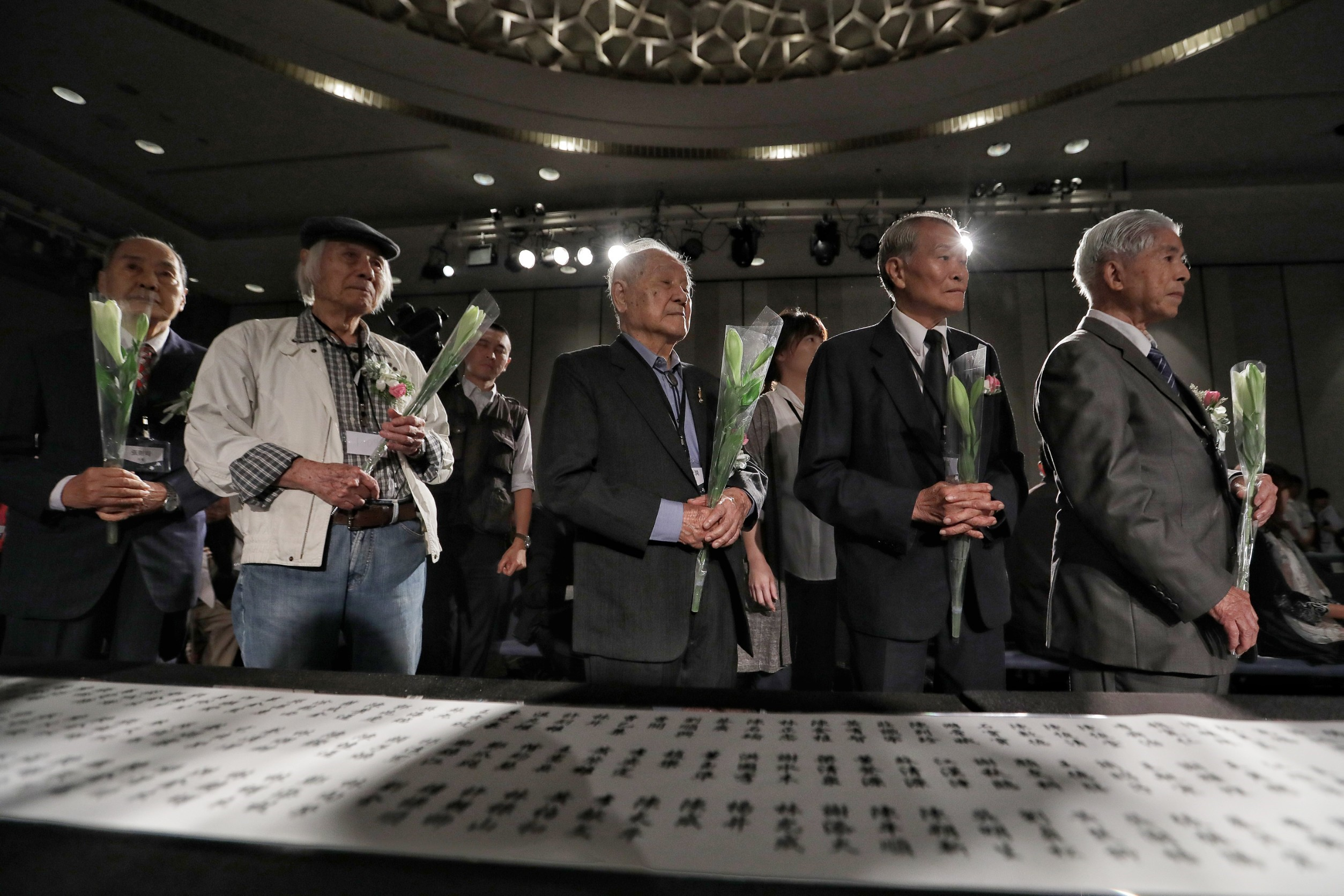
促轉會舉行「平復司法不法之刑事有罪判決撤銷公告儀式」

自2017年促進轉型正義委員會成立伊始至2022年其解散前，促轉會陸續公告了十波「政治受難者有罪判決撤銷」並舉行悼念儀式，將包括美麗島事件、武漢大旅社案等案件政治受難者的有罪判決予以撤銷、塗銷前科紀錄；二二八受難者也頒發名譽回復證書。為表誠意，總統蔡英文以國家元首的身份參與平反儀式，並代表政府向受難者及家屬致歉。

### 追徵不當黨產
2004年，財政部成立「國家資產經營管理委員會—黨產處理小組」，著手調查中國國民黨黨營事業及附隨組織的不動產流向，並針對「黨職併公職」、「黨營特許事業」等過去黨國體制下的特權作為提出調查報告；執政黨在立法院提出《政黨不當取得財產處理條例》、《政黨法》等草案試圖建立追徵不當黨產的法律依據，惟遭到在野的國親聯盟反對杯葛，致使財政部無法源可為行政處分，只能透過司法訴訟追討，而面臨法理不充足的敗訴窘境。
2016年7月，立院正式通過《政黨及其附隨組織不當取得財產處理條例》，行政院設立「不當黨產處理委員會」針對國民黨在1945年至1992年期間所取得的國有財產進行追徵，除可明確認定其原屬之所有權人或其繼承人外，應移轉為國家所有，其中也包含了如救國團、婦聯會、中影公司及中投公司在內的「附隨組織」。黨產會並建立「政黨不動產查詢系統」和「黨國治理記憶庫」，公告不當黨產使用及追繳情形。

### 真相調查、公開
白色恐怖時期，國民黨政府透過臺灣警備總司令部、法務部調查局等軍、警、特情治機構對人民佈建大規模的監視網絡，培養許多為黨國效力的線民，使得當時臺灣社會人心惶惶。在推動轉型正義的過程中，過去的情治機關對於公開相關檔案持抗拒態度，而中國國民黨黨史館等持有相關檔案的民間機構亦不願配合，導致如陳文成事件、黃文雄刺蔣案等知名案件，竟在民主化後相當長一段時間仍無法解密。
2019年7月，立法院三讀通過《政治檔案條例》，明定各機關應將所存政治檔案整理移交檔案局，強制公開相關紀錄；對於民間機構，《促轉條例》亦規定有移交政治檔案之義務。在檔案公開後，促轉會建立了「臺灣轉型正義資料庫」供線上閱覽，涉案當事人也能申請調閱自己的檔案；不少人在查看檔案後，才發現自己被情治單位監控多年，線民甚至可能是身邊的親朋好友。

### 清除威權圖騰

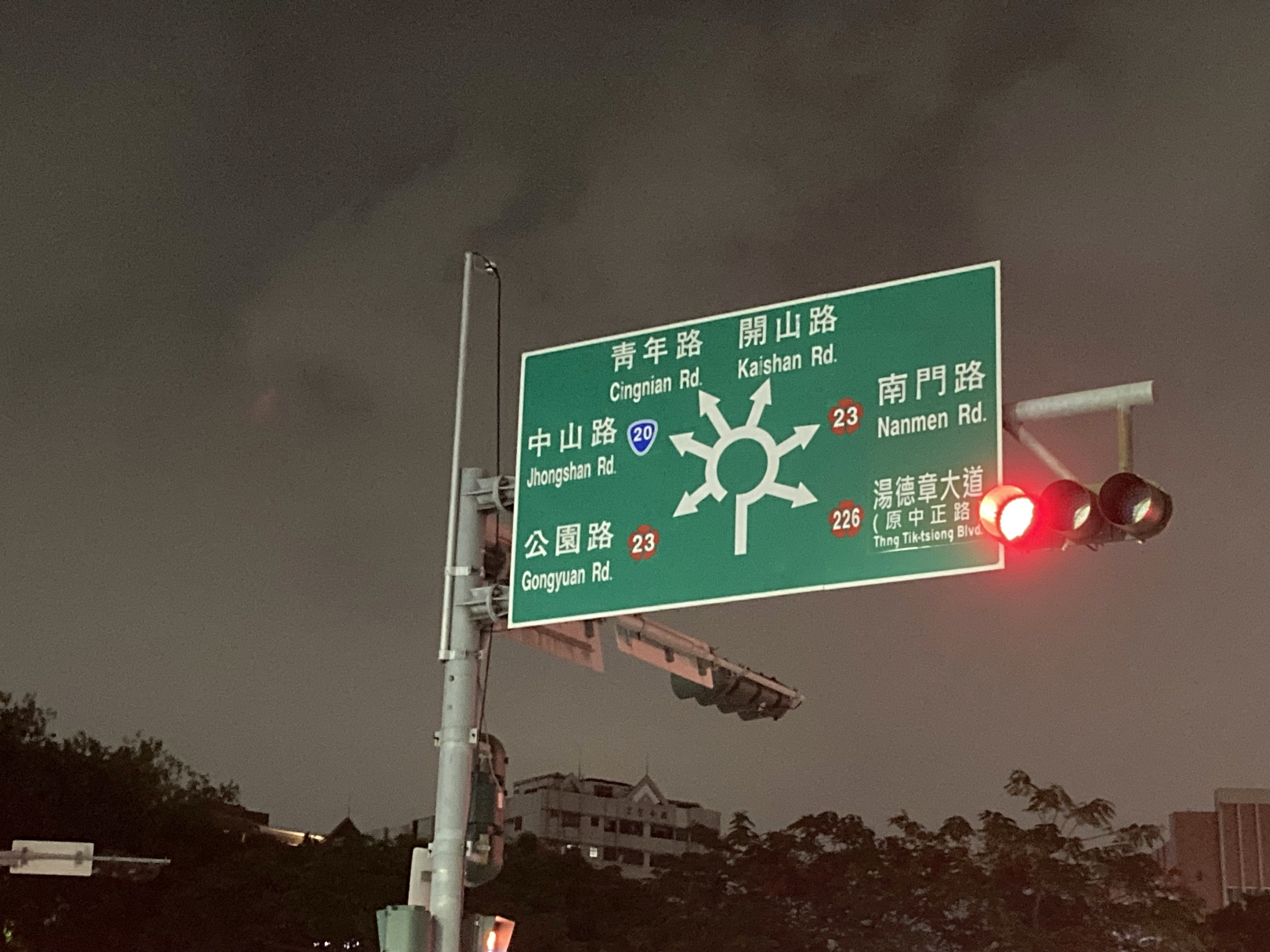
臺南市民生綠園前的中正路被更名為「湯德章大道」

戒嚴時期中國國民黨政府在全國各級學校、公務機關裡設置蔣介石銅像，並將各縣市主要道路命名為「中正路」，形成大規模的个人崇拜象徵。1994年時任臺北市長陳水扁率先將總統府前的介壽路更名為「凱達格蘭大道」，開啟了清除威權象徵的第一步；其後來擔任總統期間，又陸續將總統府、中正紀念堂、中正機場更名，並廢除了駐守慈湖陵寢的三軍儀隊編制，成為第一波去蔣化的高潮。
由於全國各地的蔣介石銅像每逢228紀念日期間屢屢遭到潑漆、破壞甚至斷頭等情事，因此自2015年起部分由民主進步黨執政的地方首長率先啟動拆除轄區內所屬學校、機關的蔣介石銅像，將其全數送往慈湖的「两蒋紀念園區」安置。2016年民進黨重返執政後，內政部亦宣布補助地方政府拆除銅像費用。截至2022年5月，除慈湖塑像未列入外，已處置者及已同意處置之進度達33.2％。
其中，最受矚目的中正紀念堂大廳民進黨前兩次執政時皆未予以拆除或轉型，僅將常設展改為陳列白色恐怖時期的人權劣跡。賴清德政府上任後，三軍儀隊再度撤出堂體。廳內銅像與園區轉型方案部分，在2025年中由時任行政院院長卓榮泰決定，在長期計劃內將其轉型為民主教育園區。

### 反省紀念

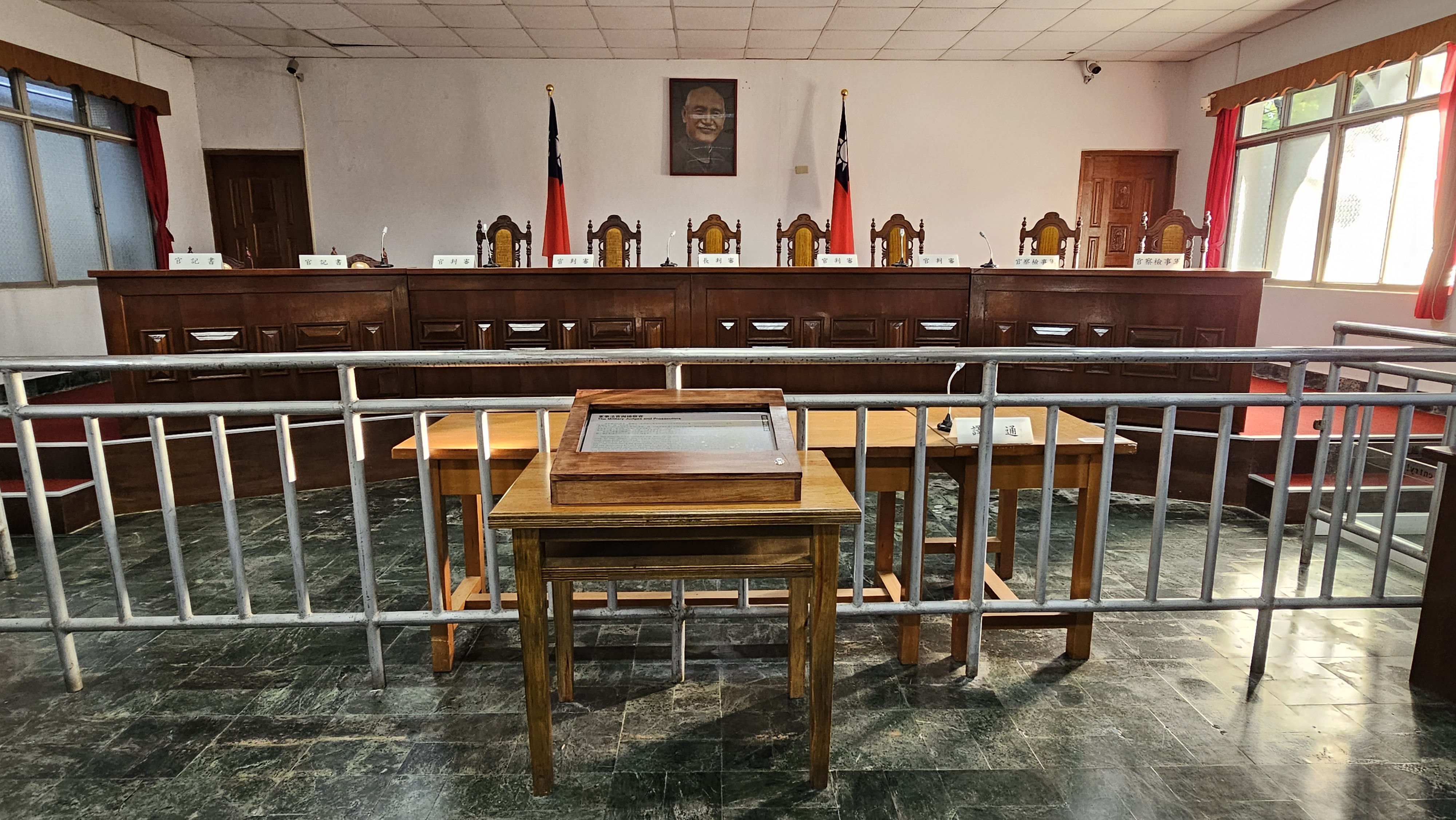
美麗島大審判時的軍事法庭被保留下來，作為人權教育展示空間

轉型正義實施至今，政府透過許多紀念工程提醒人們莫忘過去的慘痛教訓，讓社會徹底的反省並防止威權重現，體現在以下各個方面：
- 針對二二八事件，成立「二二八國家紀念館」與「臺北二二八紀念館」，並將臺北新公園更名為二二八和平紀念公園，訂定每年2月28日為「和平紀念日」之國定假日。
- 針對鄭南榕自焚事件，訂定4月7日為「言論自由日」。
- 設立「國家人權博物館」作為人权事務主管機關，掌理人權教育相關事宜，包括中小學人權教案與補助相關民間團體從事人權紀念活動。
- 由促轉會和文化部核定過去侵犯人權事件場所的「不義遺址」，將當時的刑訊看守所、監獄、重要事件發生地等進行保存修繕，並適當地改為展覽空間進行人權教育，包括「白色恐怖景美紀念園區」和「白色恐怖綠島紀念園區」；無法整建者則設立碑文紀念（如行政院大樓、鹿窟事件紀念碑等）。

## 困境

### 轉型主體抗拒不接受
由於中國國民黨為過去獨裁統治下的主體，許多黨內要角及相關附屬組織無法理解、難以認同轉型正義的理念，在心態上將之曲解為「民進黨政府的清算報復」，因此在立法、行政上多半持不願配合的態度，譬如阻擋相關法案通過、拒絕移交政治檔案等等，造成轉型正義工程推進困難。究其原因，除既得利益角色之外，更多的是無法擺脫對於两蒋的崇拜情結與大中國主義的国族认同，無法接受過去的統治正當性遭受否定。

### 缺乏社會共識
臺灣轉型正義進度遲緩的重要原因之一，在於民眾未能充分理解轉型正義的核心概念，容易誤將之理解為政治報復，或是安於現狀而無法認同匡正過去不正義的舉措，認為轉型正義是「拿清朝的劍斬明朝的官」。除此之外，在內部国族认同分歧之下，對於轉型正義的必要性更難以凝聚認同，導致許多工程執政當局因顧慮民意反彈而不敢有所作為，或進行得不夠徹底。顯而易見的事例包括中正紀念堂的轉型問題、全國各地蔣介石銅像的拆除問題，以及「中正路」的更名問題等等，皆拖延至今難以解決。

### 不當黨產陷入訟累
在不當黨產追討方面，雖然黨產會很快地針對多筆黨產祭出行政處分，卻由於中國國民黨及被認定的附隨組織幾乎每一案皆提起行政訴訟抗衡，導致追徵進度陷入延滯；期間更一度引發法源是否違憲的爭議，雖然司法院大法官最終宣告黨產會擁有調查權及強制處分權力並未違反權力分立，然而冗長的訴訟和釋憲過程仍屬曠日廢時。截至目前為止，判決確定應收歸國有的不當黨產僅有價值8.6億新臺幣的458筆土地，以及中投、欣裕台公司合計156億的股權。

### 真相公開未真正落實
雖然《政治檔案條例》通過後法律賦予機關移交政治檔案的義務，但許多情治單位仍以国家机密為由延長保密期間、或是將關鍵資訊遮蔽，導致許多重要檔案至今仍無法完全公開，相關案件的當事人也遲遲無法等到真相到來。

## 批评

### 政治報復
泛蓝阵营人士經常批评民主進步黨政府借转型正义之名行政治打击之实，以公权力进行政治斗争，淪為打压在野黨的工具。亦有法界人士無法認同轉型正義中溯及既往的特殊規定，認為《黨產條例》有違法治國原則，只是執政黨為防止國民黨再次執政所做的政治報復。此外，中国国民党亦曾辯稱转型正义除了过往的国民党威权时期，应该也需要包含日本統治時期（1895-1945），如臺灣原住民族与慰安妇等，都需要政府还给公道，国民党对于民进党单一且针对性高的转型正义，相当不谅解。

### 進度緩慢
由於中正紀念堂等多處轉型正義工程進度緩慢，檔案公開過程中亦遭遇重重阻力，導致促轉會遭批評本末倒置、無心解決問題，使臺灣錯失了追求轉型正義的黃金時機。台灣民間與真相和解促進會即批評民主進步黨，在執政的頭七年無意從事轉型正義工作。

### 沒有加害者
臺灣的轉型正義工程獨獨缺少了「加害者究責」一塊，自90年代實施以來，從未有過當年的加害者受到司法審判，因此經常被批評是「只有被害者、沒有加害者」，亦無法進行社會和解。

## 原住民族轉型正義
2016年蔡英文政府首度設立「總統府原住民族歷史正義與轉型正義委員會」，並以國家元首的身分代表政府向原住民族致歉過去四百年間各個政權對其的壓迫，並宣示重新檢討歧視原住民族的法律與政策。因此，原住民族轉型正義並非傳統的轉型正義要處理的侵害人權問題，而是歷史正義的族群課題。

## 內部連結
- 民主化
- 去纳粹化
- 去共化
- 反法西斯主義

## 外部連結
- 台灣民間真相與和解促進會 （页面存档备份，存于）